# العلاقات الروسية الغانية
العلاقات الروسية الغانية هي العلاقات الثنائية التي تجمع بين روسيا وغانا.

## مقارنة بين البلدين
هذه مقارنة عامة ومرجعية للدولتين:
| وجه المقارنة                                              | روسيا                                   | غانا         |
| --------------------------------------------------------- | --------------------------------------- | ------------ |
| المساحة (كم2)                                             | 17.08 مليون                             | 238.53 ألف   |
| عدد السكان (نسمة)                                         | 146.80 مليون                            | 26.91 مليون  |
| الكثافة السكانية (ن./كم²)                                 | 8.59                                    | 112.82       |
| العاصمة                                                   | موسكو                                   | أكرا         |
| اللغة الرسمية                                             | اللغة الروسية                           | لغة إنجليزية |
| العملة                                                    | روبل روسي                               | سيدي غاني    |
| الناتج المحلي الإجمالي (بليون دولار)                      | 1.58 تريليون                            | 47.33 مليار  |
| الناتج المحلي الإجمالي (تعادل القوة الشرائية) بليون دولار | 3.69 تريليون                            | 115.41 مليار |
| الناتج المحلي الإجمالي الاسمي للفرد دولار أمريكي          | 9.09 ألف                                | 1.37 ألف     |
| الناتج المحلي الإجمالي للفرد دولار أمريكي                 |                                         | 4.08 ألف     |
| مؤشر التنمية البشرية                                      | 0.798                                   | 0.579        |
| رمز المكالمات الدولي                                      | +7                                      | +233         |
| رمز الإنترنت                                              | .ru، .рф، .рус ‏، .su                    | .gh          |
| المنطقة الزمنية                                           | Magadan Time ‏، ت ع م+02:00، ت ع م+12:00 | 00           |

## منظمات دولية مشتركة
يشترك البلدان في عضوية مجموعة من المنظمات الدولية، منها:
| علم المنظمة | اسم المنظمة                        | تاريخ انضمام روسيا | تاريخ انضمام غانا |
| ----------- | ---------------------------------- | ------------------ | ----------------- |
|             | مؤسسة التنمية الدولية              | 16 يونيو 1992      | 29 ديسمبر 1960    |
|             | يونسكو                             | 21 أبريل 1954      | 11 أبريل 1958     |
|             | مؤسسة التمويل الدولية              | 12 أبريل 1993      | 3 أبريل 1958      |
|             | منظمة حظر الأسلحة الكيميائية       | ?                  | ?                 |
|             | الأمم المتحدة                      | 24 أكتوبر 1945     | 8 مارس 1957       |
|             | الاتحاد الدولي للاتصالات           | 1866               | 17 مايو 1957      |
|             | منظمة الشرطة الجنائية الدولية      | 27 سبتمبر 1990     | ?                 |
|             | البنك الدولي للإنشاء والتعمير      | 16 يونيو 1992      | 20 سبتمبر 1957    |
|             | الاتحاد البريدي العالمي            | ?                  | ?                 |
|             | وكالة ضمان الاستثمار متعدد الأطراف | 29 ديسمبر 1992     | 29 أبريل 1988     |
|             | منظمة التجارة العالمية             | 22 أغسطس 2012      | ?                 |
|             | الفريق المعني برصد الأرض           | ?                  | ?                 |

## أعلام
هذه قائمة لبعض الشخصيات التي تربطها علاقات بالبلدين:
- جون بانكس إليوت (دبلوماسي ورجل دولة غاني، 9 فبراير 1917 – 18 يوليو 2018)

## وصلات خارجية
- موقع وزارة الخارجية الروسية
- موقع وزارة الخارجية الغانية